# Nuralagus
Nuralagus is een monotypisch uitgestorven geslacht uit de familie van hazen en konijnen uit het plioceen, met als enige soort Nuralagus rex, beschreven in 2011. dat tussen de 5 en 3 miljoen jaar geleden voorkwam op Menorca, een van de Balearen in het westelijke deel van de Middellandse Zee. De enige bekende soort is typesoort Nuralagus rex, die voor het eerst werd beschreven in 2011.
Het is de grootste bekende haasachtige die ooit heeft bestaan, met een geschat gewicht van 12 kilogram, bijna het dubbele van de gemiddelde Vlaamse reus. Het dier stierf waarschijnlijk uit tijdens de overgang van het plioceen-pleistoceen toen Mallorca en Menorca als één eiland werden samengevoegd, waardoor de zoogdierenfauna van Mallorca, waaronder het geitachtige hoefdier Myotragus, het leefgebied van Nuralagus koloniseerde.

## Naamgeving
De geslachtsnaam Nuralagus komt van Nura, de Fenicische naam voor het Spaanse eiland Minorca en lagos, Oudgrieks voor 'haas'. De soortaanduiding rex is Latijn voor koning. De volledige naam van de soort betekent dus 'de Minorcaanse koning van de hazen'.

## Ontdekking
Tot nu toe zijn alle fossielen gevonden in afzettingen van spleten in het noordwesten van Menorca, ergens in het plioceen. Het materiaal werd oorspronkelijk in 1981 voorlopig beschreven door Pons-Moya et al., die het verwezen naar cf. Alilepus. Het geslacht en de soort Nuralagus rex werden in 2011 beschreven in een volledige beschrijving van het materiaal, dat de voorste helft van een schedel omvatte, evenals talrijke afzonderlijke postcraniale botten die overeenkwamen met het grootste deel van het skelet.

## Kenmerken
N. rex woog volgens de beschrijvers circa 12 kilogram. Hij was daarmee zo'n 6 keer groter en 10 keer zo zwaar als een Europees konijn (Oryctolagus cuniculus) en ongeveer twee keer zo zwaar als de gemiddelde huidige Vlaamse reus. Hij had relatief korte poten en was vrij robuust gebouwd. Hij had een korte, stijve wervelkolom waardoor hij niet kon springen en niet snel vooruitging zoals hedendaagse konijnen. Zijn grootte was waarschijnlijk te wijten aan eilandgigantisme door het ontbreken van natuurlijke vijanden op Minorca, een fenomeen dat wordt beschreven in de eilandregel. Hij had een relatief kleine schedel in verhouding tot zijn lichaamsgrootte en kleine zintuiglijke receptoren, waaronder de oogkassen en de trommelvliezen, wat wijst op een verminderd gehoor- en gezichtsvermogen. Zijn oren waren vermoedelijk ook relatief klein in vergelijking met de typische lepels van hazen en konijnen. Ook de hersenen waren relatief klein. Dit zouden aanpassingen kunnen zijn aan een gering voedselaanbod; de afwezigheid van roofdieren maakte deze evolutie dan eveneens mogelijk. Nuralagus rex had een korte en stijve ruggengraat wat resulteerde in een lage mobiliteit en een onvermogen om te springen zoals andere leporiden. De soort had gekromde klauwen. De onderzoekers vermoeden daarom dat het dier groef en leefde van knollen en wortelgewassen. Het was een zoolganger.

## Afkomst
De voorouders van N. rex zouden tijdens het Messiniaan, rond 5,3 miljoen jaar geleden, aangekomen zijn op Minorca. De Middellandse Zee droogde toen op, waardoor de Balearen met Afrika en Europa verbonden waren. De voorouders van de soort konden dus te voet het eiland bereiken.

## Evolutie
Nuralagus rex kwam waarschijnlijk in het huidige Menorca terecht tijdens de messiniaanse crisis, 5,96-5,3 miljoen jaar geleden. Tijdens deze gebeurtenis werd de Straat van Gibraltar afgesloten, wat leidde tot uitdroging van de Middellandse Zee. Hierdoor werden de eilanden verbonden met het Iberisch Schiereiland en kon de voorouder van Nuralagus het gebied koloniseren. De daaropvolgende Zancleaanse vloed van 5,3 miljoen jaar geleden bracht vervolgens de Middellandse Zee terug naar haar oorspronkelijke zeeniveau, waardoor de voorouder van Nuralagus afgezonderd werd op Menorca. Er is een gebrek aan kennis over de evolutionaire geschiedenis van Nuralagus rex in relatie tot andere haasachtigen. Echter, overeenkomsten tussen de gebitsmorfologie van Nuralagus en Euraziatische leden van het uitgestorven geslacht Alilepus hebben geleid tot speculaties dat Alilepus nauw verwant is aan en, waarschijnlijk, de voorouder is van Nuralagus. Het enige andere zoogdier dat inheems was op Menorca tijdens het plioceen was de uitgestorven reuzenslaapmuis Muscardinus cyclopeus, die tot hetzelfde geslacht behoort als de levende hazelmuis, met een herpetofauna waaronder de reuzenschildpad Solitudo gymnesica, slangen, amphisbaeniden, lacertide en gekkonide hagedissen, en alytide kikkers. Nuralagus stierf waarschijnlijk uit rond het einde van het Plioceen en het begin van het Pleistoceen, wat overeenkwam met de kolonisatie van Menorca door de zoogdieren die op Mallorca leefden (waaronder de balearengeit, de spitsmuis Nesiotites en de slaapmuis Hypnomys) doordat de eilanden met elkaar verbonden waren tijdens lage zeeniveaus als gevolg van de kwartaire ijstijd.
De unieke eigenschappen van Nuralagus waren waarschijnlijk het resultaat van een insulaire omgeving zonder natuurlijke roofdieren. Fysieke overeenkomsten tussen Nuralagus rex en Pentalagus furnessi (een insulaire lagomorf die tot voor kort ook geen natuurlijke vijanden had) ondanks de fylogenetische en geografische afstand tussen de twee soorten ondersteunen deze conclusie.

## Uitsterven
N. rex stierf vermoedelijk uit na een klimaatverandering, meer bepaald een afkoeling.